# Pieter Coetze
Dans le nom hongrois Kós Hubert, le nom de famille précède le prénom, mais cet article utilise l’ordre habituel en français Hubert Kós, où le prénom précède le nom.
Pieter Coetze, né le 13 mai 2004 à Pretoria, est un nageur sud-africain, spécialiste du dos.

## Carrière
Coetzé participe aux Jeux olympiques de Tokyo en juillet 2021 sur la distance 100 mètres dos mais ne rentre pas en demi-finale avec un temps de 54 s 05.
Aux Jeux du Commonwealth de 2022, il remporte la médaille d'or du 100 mètres dos, l'argent du 50 mètres dos et le bronze du 200 mètres dos. Il enchaine avec les championnats du monde juniors en étant aligné sur dix épreuves : il remporte l'or au 200 mètres dos, l'argent au 50 mètres dos, du 100 mètres dos et du relais 4 × 100 mètres quatre nages, ainsi que le bronze du relais 4 × 100 mètres quatre nages mixte.
Début 2024, le dossiste participe aux Championnats du monde qui ont lieu à Doha sur les trois distances individuelles. Premier temps des qualifications sur 100 m, il finira cinquième en finale ; sur 50 m, il échoue au pied du podium à la quatrième place. C'est sur la plus longue distance qu'il est médaillé avec le bronze sur 200 m dans un temps de 1 min 55 s 99.
Pieter Coetze parvient à réaliser deux performances en dessous des minimas pour les Jeux olympiques de Paris 2024 ; il atteint les finales sur 100 mètres dos et 200 mètres dos avec respectivement une 5e et 7e place.
Pieter Coetze remporte la médaille d'or du 100 mètres dos aux championnats du monde de Singapour en juillet 2025.

## Palmarès

### Championnats du monde

#### Grand bassin
- Championnats du monde 2024 à Doha (Qatar) :
  -  Médaille de bronze du 200 m dos.

- Championnats du monde 2025 à Singapour :
  -  Médaille d'or du 100 m dos.
  -  Médaille d'argent du 200 m dos.
  -  Médaille d'argent du 50 m dos.

### Jeux du Commonwealth
- Jeux du Commonwealth 2022 à Birmingham (Angleterre) :
  -  Médaille d'or du 100 m dos.
  -  Médaille d'argent du 50 m dos.
  -  Médaille de bronze du 200 m dos.